# كريستيان أمير هانوفر (1885-1901)
كريستيان أمير هانوفر (الاسم الكامل:كريستيان فريدريش فيلهلم جورج بيتر فالديمار برينز فون) أمير بريطانيا العظمى وأيرلندا، ودوق برونزويك نيبورغ (4 يوليو 1885 - 3 سبتمبر 1901) كان الابن الثاني لإرنست أوغسطس، ولي عهد هانوفر (1845-1923) وتيرا أميرة الدنمارك (1853-1933).

## عن حياته
ولد في 4 يوليو 1885 في غموندين، النمسا العليا، النمسا في المجر وكان الابن الثاني لإرنست أوغسطس، ولي عهد هانوفر (1845-1923) وتيرا أميرة الدنمارك (1853-1933).

## وفاته
توفي 3 سبتمبر 1901 في غموندين، النمسا العليا، النمسا في المجر عن عمر يناهز 16 سنة.